# Kheira-Chaimaa Yahiaoui
Pour les articles homonymes, voir Yahiaoui.
Kheira-Chaimaa Yahiaoui, née le 7 septembre 1997, est une lutteuse algérienne.

## Carrière
Kheira-Chaimaa Yahiaoui est médaillée de bronze dans la catégorie des moins de 48 kg aux Championnats d'Afrique de lutte 2017 à Marrakech et aux Jeux de la solidarité islamique 2017 à Bakou. Elle obtient la médaille d'argent aux Championnats d'Afrique de lutte 2018 à Port Harcourt dans la catégorie des moins de 50 kg.

## Palmarès
| Année | Compétition                     | Lieu              | Résultat | Catégorie |
| ----- | ------------------------------- | ----------------- | -------- | --------- |
| 2014  | Championnats d'Afrique cadets   | Alexandrie        | 1re      | - 49 kg   |
| 2014  | Championnats du monde cadets    | Snina             | 9e       | - 49 kg   |
| 2015  | Championnats du monde juniors   | Salvador da Bahia | 14e      | - 51 kg   |
| 2016  | Championnats d'Afrique          | Alexandrie        | 5e       | - 53 kg   |
| 2016  | Championnats d'Afrique juniors  | Alger             | 1re      | - 51 kg   |
| 2016  | Championnats du monde juniors   | Mâcon             | 9e       | - 48 kg   |
| 2017  | Championnats d'Afrique juniors  | Marrakech         | 2e       | - 48 kg   |
| 2017  | Championnats d'Afrique          | Marrakech         | 3e       | - 48 kg   |
| 2017  | Jeux de la solidarité islamique | Bakou             | 3e       | - 48 kg   |
| 2017  | Championnats du monde juniors   | Tampere           | 14e      | - 48 kg   |
| 2018  | Championnats d'Afrique          | Port Harcourt     | 2e       | - 50 kg   |
| 2018  | Jeux méditerranéens             | Tarragone         | 4e       | - 50 kg   |
| 2019  | Championnats d'Afrique          | Hammamet          | 3e       | - 50 kg   |